# Дублянские
Дублянские (пол. Dublański, укр. Дублянські) — дворянский род, выходцы из казацкой старшины Гетманщины, происходившей из древней киевской шляхты.
Потомство шляхтича Павла Романовича Дублянского, сотника Новоместского (1715/23, 1725/30), а позже - Стародубского полкового писаря. Вероятнее всего, он был потомком древнего шляхетского рода из Приднепровья (Киевское воеводство) известного с начала XVI века (так, в 1530 состоялась свадьба земянина Стефана Дублянского с богатой невестой Духной, племянницей и наследницей знаменитого шляхтича Евстафия Дашкевича. Единственным сыном Павла Дублянского был Александр Дублянский, генеральный судья Войска Запорожского (1762/81).
Фамилии Дублянских как в древние, так и в новейшие времена многие служили Российскому Престолу дворянские службы в знатных чинах и жалованы были недвижимыми имениями, коими владели наследственно.
Определением Новгород-Северского Дворянского Депутатского Собрания, род Дублянских внесён в 6-ю часть родословной книги, в число древнего дворянства.

## Описание герба
Щит разделён на четыре части, имеет в середине малый щиток красного цвета, в коем изображен помост, и на оном стрела, остриём обращённая вниз, по сторонам коей по одной шестиугольной серебряной звезде.
В первой и четвертой части в золотом поле находится дерево дуб и воин, на белом коне скачущий в правую сторону, с поднятым вверх мечом. Во второй и третьей части, в голубом поле красного цвета знамя, обращённое к правому верхнему углу и часть древней разрушенной крепости.
Щит увенчан дворянскими шлемом и короной. Нашлемник: серебряное орлиное крыло, пронзённое стрелою. Намёт на щите голубой, подложенный серебром. Щит держат два воина с копьями. Герб рода Дублянских внесён в Часть 10 Общего гербовника дворянских родов Всероссийской империи, стр. 116.